# 野外朝聖

《野外朝聖》在主人翁的現實（黑色）與幻想（橙色）之間相互交替。

《野外朝聖》（英語：Wild Pilgrimage）是美國藝術家林德·沃德的第三部无字小说作品，於1932年出版。該作品以108幅單色的木刻畫製成，並以双色油墨印刷：以黑色油墨描繪現實，橙色油墨則用以描繪主人翁的幻想。故事講述一個工廠工人離開他的工作場所，以尋求自由的生活；在他的遊歷中，他目睹了私刑、對一名農夫的妻子施暴、與一個隱士一同學習，並在回到工廠後，領導了不成功的工人起義。主人公發現他在與自己對立的二元性作鬥爭，如自由與責任、個人與社會，以及愛情與死亡。
沃德在前作《狂人之鼓》（1930年）中更複雜的小說故事後簡化自己的創作方式，回歸了第一部作品《上帝之人》的簡單風格。相對於首兩部作品而言，《野外朝聖》的節奏更流暢、意象更豐富，並融合了美國地區主義和未来主义等藝術運動的影響。

## 劇情撮要
一個工廠工人離開他工作的地方，過一個自由自在的生活。他深入樹林，目睹一場私刑。在樹林深處，他找到一份農場工作，但工作為時不長——自從他被發現對農夫的妻子試圖踐行他的性幻想時，他被強迫離開農場。他在一個隱士那裡找到藏身之處：這名隱士容許他暫住在自己的小屋裡，並教他種植水果和蔬菜。這個工人透過隱士的書來自我學習。他發現自己陷入一場幻想當中——在幻想中，他和隱士與一個擁有奴隸的資本家作戰。後來，他返回原先工作的地方，並激起一場工人運動。在衝突過程中，他幻想自己砍掉僱主的頭；但當他把頭舉起的時候，才發現這個是自己的頭。當他從幻想中醒來時，他在戰場中央被擊倒。

## 背景
林德·沃德（1905－1985年）生於芝加哥，是循道宗牧師哈里·F·沃德（1873－1966年，社會活動家、美國公民自由聯盟首任主席）的兒子。在沃德的整個職業生涯中，他在其作品中表現出他父親對社會不公感興趣的影響。年輕時期的沃德很早就被藝術所吸引，並曾向高中和大學的校報投稿（包括藝術及文字作品）。

沃德在德國學習期間，曾閱讀法朗士·麦绥莱勒的無字小說《太陽 (無字小說)》（1919年，如圖中所示）。

1926年大學畢業後，沃德與作家梅·麥克尼爾結婚，並前往歐洲度蜜月。沃德曾於德國莱比锡花費一年時間修讀木刻術，他於當地曾接觸德國表现主义藝術，並曾閱讀法蘭德斯木刻藝術家法朗士·麦绥莱勒（1889－1972年）的無字小說作品《太陽》（1919年）。及後，沃德重返美國，並當一名自由插畫師。1929年，他在紐約城偶然看到德國藝術家奧托·努克爾的無字小說《命運》（1926年）。《命》是努克爾於該類作品上的唯一一部作品，講述一個娼妓的生與死；努克爾的風格靈感雖然來自於麥綏萊勒，但以一種更大電影流（cinematic flow）的方式呈現。該作品令沃德獲取靈感以創作一部屬於自己的無字小說——《上帝之人》（1929年），並於翌年推出第二部作品《狂人之鼓》，在故事情節及角色上均較前作複雜。沃德於《野外朝聖》中，重回首部作品中那種更簡單、更精簡的風格。

## 製作與出版史
《野外朝聖》的108幅版畫較沃德前兩部作品為大；在測量下，該書的原始版畫大小為10乘7英寸（25乘18）。「現實」部份以黑色油墨印刷，而「幻想」部份則以橙色油墨印刷。該書於1932年11月，由哈里森·史密斯（Harrison Smith）及羅伯特·哈斯出版。

## 風格與分析
與沃德之前的作品在幕與幕之間安插標題不同，《野外朝聖》並沒有給讀者任何文字線索。1937年，歐文·哈斯（Irvin Haas）稱《野外朝聖》是一本「沃德成為自我手法大師（a master of his medium）」的書籍，尤其稱讚沃德在畫作上的清晰和豐富性。
這部具象徵性的作品充斥著大量二元對立，包括自由與責任、個人與社會，以及愛情與死亡。漫畫家阿爾玆·施皮格爾曼認為沃德在第三部著作中已經掌握了流暢的節奏，實現了一種流動，使讀者在翻到下一頁前花時間理解刻畫背後在說甚麼，同時鼓勵多重閱讀和詮釋。施皮格爾曼同時提到，這些刻畫值得一讀再讀。

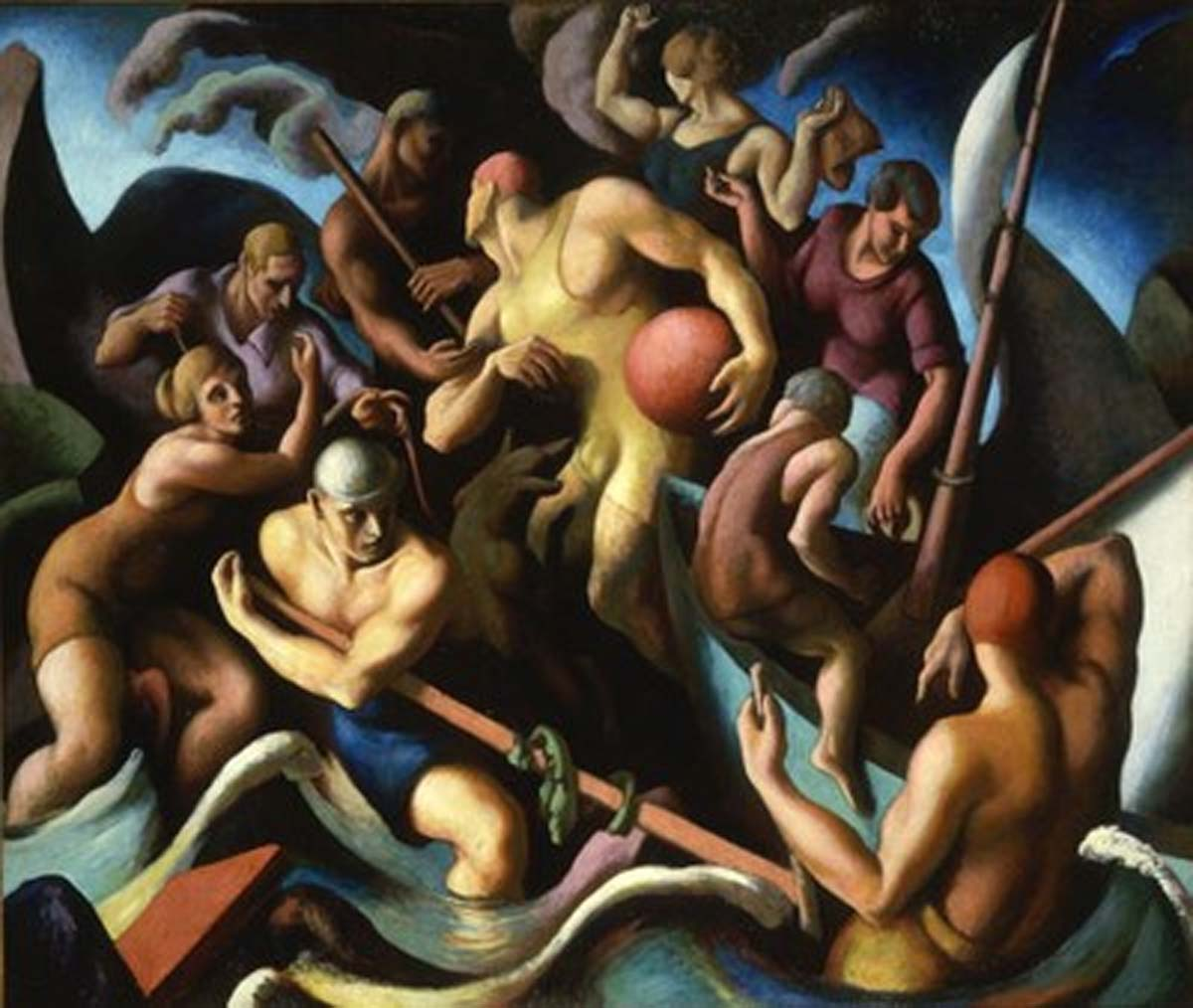
地區主義 (藝術)和其他運動影響了沃德的藝術作品。
托馬斯·哈特·本頓 (畫家)《奇爾馬克人》，1920年

沃德的刻畫有著各式各樣的結構、色調、細節與構圖，亦結合了美國地區主義和未来主义等運動的影響。藝術作品中表面上的同性戀（如主人公顯眼的背部畫像）引起人們注意。這種意象驅使苏珊·桑塔格在1964年的論文《坎普札記》（Notes on 'Camp'）中提及沃德的作品。作家莎拉·鮑克瑟 （Sarah Boxer）發現該等突出的刻畫會讓人分心。有些評論家嘲諷沃德的藝術作品與托馬斯·哈特·本頓「迷信的人像和風景畫」和芬兰汤姆的同性戀藝術；施皮格爾曼為《野》一書作辯護，稱該書的「激情，甚至是它與性無關的、潛藏在內心的情感（subcurrents），都是它的優點所在」，並稱它「在某些程度上是最通俗易懂、最令人滿意的」沃德著作。

## 延伸閱讀
- Scott, Grant F. . New York: Routledge. 2022  [2022-05-03]. ISBN 9781032211169. （原始内容存档于2022-10-07）.